# سباق الطريق لنخبة السيدات في بطولة أوروبا للدراجات 2022
سباق الطريق لنخبة السيدات في بطولة أوروبا للدراجات 2022 هو سباق دراجات هوائية، وهو موسم من سباق الطريق لنخبة السيدات - بطولة أوروبا للدراجات ‏، وأقيم في 21 أغسطس 2022 ضمن سباقات بطولة أوروبا للدراجات 2022، وشارك فيه  99 متسابقاً ووصل إلى نهايته  87 متسابقاً.
فاز بالمركز الأول لورينا ويبيس، وفاز بالمركز الثاني إليسا بالسامو، وفاز بالمركز الثالث Rachele Barbieri ‏.

## الفرق
| فرق وطنية (24)- فريق هولندا لركوب الدراجات للسيدات ‏ - فريق إيطاليا لركوب الدراجات للسيدات‏ - فريق سويسرا لركوب الدراجات للسيدات ‏ - فريق بلجيكا لركوب الدراجات للسيدات ‏ - فريق ألمانيا لركوب الدراجات للسيدات‏ - فريق فرنسا لركوب الدراجات للسيدات ‏ - فريق بولندا لركوب الدراجات للسيدات‏ - فريق الدنمارك لركوب الدراجات للسيدات ‏ - فريق إسبانيا لركوب الدراجات للسيدات ‏ - منتخب النمسا لركوب الدراجات للسيدات‏ - فريق النرويج لركوب الدراجات للسيدات ‏ - فريق سلوفينيا لركوب الدراجات للسيدات‏ - فريق السويد لركوب الدراجات للسيدات‏ - فريق ليتوانيا لركوب الدراجات للسيدات‏ - فريق لوكسمبورغ لركوب الدراجات للسيدات‏ - فريق صربيا لركوب الدراجات للسيدات‏ - فريق التشيك لركوب الدراجات للسيدات‏ - فريق إسرائيل لسباق الدراجات على الطريق للسيدات‏ - فريق لاتفيا لركوب الدراجات للسيدات‏ - فريق آيسلندا لسباق الدراجات على الطريق للسيدات‏ - فريق جمهورية أيرلندا لركوب الدراجات للسيدات‏ - فريق البرتغال لركوب الدراجات للسيدات‏ - فريق فنلندا لركوب الدراجات للسيدات‏ - فريق رومانيا لركوب الدراجات للسيدات‏ |  |
| |  |

## المشاركون
| فريق هولندا لركوب الدراجات للسيدات 2022 ‏ NED | فريق هولندا لركوب الدراجات للسيدات 2022 ‏ NED | فريق هولندا لركوب الدراجات للسيدات 2022 ‏ NED |
| -------------------------------------------- | -------------------------------------------- | -------------------------------------------- |
| م                                            | عداء                                         | مرتبة                                        |
| 1                                            | ثاليتا دي جونج                               | 68                                           |
| 2                                            | Charlotte Kool ‏                              | 44                                           |
| 3                                            | Jeanne Korevaar ‏                             | 62                                           |
| 4                                            | أنوسكا كوستر                                 | 43                                           |
| 5                                            | فلورتجي ماكايج                               | 41                                           |
| 6                                            | ريجان ماركوس                                 | 50                                           |
| 7                                            | Ellen van Dijk                               | 42                                           |
| 8                                            | لورينا ويبيس                                 | 1                                            |

| فريق إيطاليا لركوب الدراجات للسيدات 2022‏ ITA | فريق إيطاليا لركوب الدراجات للسيدات 2022‏ ITA | فريق إيطاليا لركوب الدراجات للسيدات 2022‏ ITA |
| -------------------------------------------- | -------------------------------------------- | -------------------------------------------- |
| م                                            | عداء                                         | مرتبة                                        |
| 9                                            | إليسا بالسامو                                | 2                                            |
| 10                                           | Rachele Barbieri ‏                            | 3                                            |
| 11                                           | مارتا باستيانيلي                             | 83                                           |
| 12                                           | إيلينا سيتشيني                               | 60                                           |
| 13                                           | ماريا جوليا كونفالونيري                      | 45                                           |
| 14                                           | Arianna Fidanza ‏                             | 51                                           |
| 15                                           | باربرا جوارشي                                | 48                                           |
| 16                                           | Ilaria Sanguineti ‏                           | 32                                           |

| فريق سويسرا لركوب الدراجات للسيدات 2022 ‏ SUI | فريق سويسرا لركوب الدراجات للسيدات 2022 ‏ SUI | فريق سويسرا لركوب الدراجات للسيدات 2022 ‏ SUI |
| -------------------------------------------- | -------------------------------------------- | -------------------------------------------- |
| م                                            | عداء                                         | مرتبة                                        |
| 17                                           | كارولين باور                                 | 20                                           |
| 18                                           | Lea Fuchs ‏                                   | 46                                           |
| 19                                           | مارلين رويسر                                 | 17                                           |
| 20                                           | Michelle Stark‏                               | لم يكمل السباق                               |

| فريق بلجيكا لركوب الدراجات للسيدات 2022 ‏ BEL | فريق بلجيكا لركوب الدراجات للسيدات 2022 ‏ BEL | فريق بلجيكا لركوب الدراجات للسيدات 2022 ‏ BEL |
| -------------------------------------------- | -------------------------------------------- | -------------------------------------------- |
| م                                            | عداء                                         | مرتبة                                        |
| 21                                           | ساني كانت                                    | 24                                           |
| 22                                           | Kim de Baat ‏                                 | لم يكمل السباق                               |
| 23                                           | Valerie Demey ‏                               | 75                                           |
| 24                                           | Justine Ghekiere ‏                            | 34                                           |
| 25                                           | Lone Meertens ‏                               | 86                                           |
| 26                                           | Marthe Truyen ‏                               | 73                                           |
| 27                                           | Julie Van de Velde ‏                          | 85                                           |
| 28                                           | Jesse Vandenbulcke ‏                          | 69                                           |

| فريق ألمانيا لركوب الدراجات للسيدات 2022‏ GER | فريق ألمانيا لركوب الدراجات للسيدات 2022‏ GER | فريق ألمانيا لركوب الدراجات للسيدات 2022‏ GER |
| -------------------------------------------- | -------------------------------------------- | -------------------------------------------- |
| م                                            | عداء                                         | مرتبة                                        |
| 29                                           | فرانزيسكا بروس                               | 82                                           |
| 30                                           | ليزا برينور                                  | 4                                            |
| 31                                           | رومي كاسبر                                   | 38                                           |
| 32                                           | ليزا كلاين                                   | 81                                           |
| 33                                           | فرانشيسكا كوش ‏                               | 80                                           |
| 34                                           | ميكي كروجر                                   | 49                                           |
| 35                                           | ليان ليبرت                                   | 31                                           |
| 36                                           | Lea Lin Teutenberg ‏                          | 58                                           |

| فريق فرنسا لركوب الدراجات للسيدات 2022 ‏ FRA | فريق فرنسا لركوب الدراجات للسيدات 2022 ‏ FRA | فريق فرنسا لركوب الدراجات للسيدات 2022 ‏ FRA |
| ------------------------------------------- | ------------------------------------------- | ------------------------------------------- |
| م                                           | عداء                                        | مرتبة                                       |
| 37                                          | Victoire Berteau ‏                           | 56                                          |
| 38                                          | Audrey Cordon-Ragot                         | 55                                          |
| 39                                          | Coralie Demay ‏                              | 61                                          |
| 40                                          | أوجيني دوفال                                | 33                                          |
| 41                                          | فالنتاين فورتين                             | 84                                          |
| 42                                          | جولييت لابوس                                | 54                                          |
| 43                                          | غلاديس فيرهلست ‏                             | 9                                           |
| 44                                          | Margaux Vigié ‏                              | 37                                          |

| فريق بولندا لركوب الدراجات للسيدات 2022‏ POL | فريق بولندا لركوب الدراجات للسيدات 2022‏ POL | فريق بولندا لركوب الدراجات للسيدات 2022‏ POL |
| ------------------------------------------- | ------------------------------------------- | ------------------------------------------- |
| م                                           | عداء                                        | مرتبة                                       |
| 45                                          | Monika Brzeźna ‏                             | 70                                          |
| 46                                          | Marta Jaskulska ‏                            | 19                                          |
| 47                                          | Karolina Kumięga ‏                           | 22                                          |
| 48                                          | Marta Lach ‏                                 | 21                                          |
| 49                                          | Daria Pikulik ‏                              | 5                                           |
| 50                                          | Agnieszka Skalniak-Sójka ‏                   | 11                                          |

| فريق الدنمارك لركوب الدراجات للسيدات 2022 ‏ DEN | فريق الدنمارك لركوب الدراجات للسيدات 2022 ‏ DEN | فريق الدنمارك لركوب الدراجات للسيدات 2022 ‏ DEN |
| ---------------------------------------------- | ---------------------------------------------- | ---------------------------------------------- |
| م                                              | عداء                                           | مرتبة                                          |
| 51                                             | Emma Norsgaard                                 | 7                                              |
| 52                                             | Maja Winther Brandt ‏                           | لم يكمل السباق                                 |
| 53                                             | أمالي ديديريكسن                                | 36                                             |
| 54                                             | Trine Holmsgaard ‏                              | 71                                             |
| 55                                             | Marita Jensen ‏                                 | لم يكمل السباق                                 |
| 56                                             | Julie Norman Leth ‏                             | 39                                             |
| 57                                             | Mia Sofie Rützou ‏                              | لم يكمل السباق                                 |

| فريق إسبانيا لركوب الدراجات للسيدات 2022 ‏ ESP | فريق إسبانيا لركوب الدراجات للسيدات 2022 ‏ ESP | فريق إسبانيا لركوب الدراجات للسيدات 2022 ‏ ESP |
| --------------------------------------------- | --------------------------------------------- | --------------------------------------------- |
| م                                             | عداء                                          | مرتبة                                         |
| 58                                            | ساندرا ألونسو                                 | 15                                            |
| 59                                            | Mireia Benito ‏                                | 74                                            |
| 60                                            | Yurani Blanco ‏                                | لم يكمل السباق                                |
| 61                                            | شيلا جوتيريز                                  | 59                                            |
| 62                                            | Ziortza Isasi ‏                                | 77                                            |
| 63                                            | سارا مارتين                                   | 30                                            |
| 64                                            | Lourdes Oyarbide ‏                             | 25                                            |

| منتخب النمسا لركوب الدراجات للسيدات 2022‏ AUT | منتخب النمسا لركوب الدراجات للسيدات 2022‏ AUT | منتخب النمسا لركوب الدراجات للسيدات 2022‏ AUT |
| -------------------------------------------- | -------------------------------------------- | -------------------------------------------- |
| م                                            | عداء                                         | مرتبة                                        |
| 65                                           | Alina Reichert‏                               | لم يكمل السباق                               |
| 66                                           | Sarah Rijkes ‏                                | 47                                           |
| 67                                           | Carina Schrempf ‏                             | 26                                           |
| 68                                           | Christina Schweinberger ‏                     | 10                                           |
| 69                                           | Kathrin Schweinberger ‏                       | 78                                           |
| 70                                           | Gabriela Erharter‏                            | لم يكمل السباق                               |

| فريق النرويج لركوب الدراجات للسيدات 2022 ‏ NOR | فريق النرويج لركوب الدراجات للسيدات 2022 ‏ NOR | فريق النرويج لركوب الدراجات للسيدات 2022 ‏ NOR |
| --------------------------------------------- | --------------------------------------------- | --------------------------------------------- |
| م                                             | عداء                                          | مرتبة                                         |
| 71                                            | سوزان أندرسن                                  | 35                                            |
| 72                                            | Stine Borgli ‏                                 | 72                                            |
| 73                                            | مالين إريكسن ‏                                 | 63                                            |
| 74                                            | Ingvild Gåskjenn ‏                             | 53                                            |

| فريق سلوفينيا لركوب الدراجات للسيدات 2022‏ SLO | فريق سلوفينيا لركوب الدراجات للسيدات 2022‏ SLO | فريق سلوفينيا لركوب الدراجات للسيدات 2022‏ SLO |
| --------------------------------------------- | --------------------------------------------- | --------------------------------------------- |
| م                                             | عداء                                          | مرتبة                                         |
| 75                                            | يوجينة بوجاك                                  | 18                                            |
| 76                                            | Špela Kern ‏                                   | 23                                            |
| 77                                            | Urška Žigart ‏                                 | 76                                            |

| فريق السويد لركوب الدراجات للسيدات 2022‏ SWE | فريق السويد لركوب الدراجات للسيدات 2022‏ SWE | فريق السويد لركوب الدراجات للسيدات 2022‏ SWE |
| ------------------------------------------- | ------------------------------------------- | ------------------------------------------- |
| م                                           | عداء                                        | مرتبة                                       |
| 78                                          | Nathalie Eklund (cyclist) ‏                  | 67                                          |
| 79                                          | إميليا فهلين                                | 8                                           |
| 80                                          | حنا نيلسون                                  | 52                                          |

| فريق ليتوانيا لركوب الدراجات للسيدات 2022‏ LTU | فريق ليتوانيا لركوب الدراجات للسيدات 2022‏ LTU | فريق ليتوانيا لركوب الدراجات للسيدات 2022‏ LTU |
| --------------------------------------------- | --------------------------------------------- | --------------------------------------------- |
| م                                             | عداء                                          | مرتبة                                         |
| 81                                            | راسا ليليفيتو                                 | 12                                            |
| 82                                            | Inga Češulienė ‏                               | 40                                            |

| فريق لوكسمبورغ لركوب الدراجات للسيدات 2022‏ LUX | فريق لوكسمبورغ لركوب الدراجات للسيدات 2022‏ LUX | فريق لوكسمبورغ لركوب الدراجات للسيدات 2022‏ LUX |
| ---------------------------------------------- | ---------------------------------------------- | ---------------------------------------------- |
| م                                              | عداء                                           | مرتبة                                          |
| 83                                             | كريستين ماجروس                                 | 16                                             |

| فريق صربيا لركوب الدراجات للسيدات 2022‏ SRB | فريق صربيا لركوب الدراجات للسيدات 2022‏ SRB | فريق صربيا لركوب الدراجات للسيدات 2022‏ SRB |
| ------------------------------------------ | ------------------------------------------ | ------------------------------------------ |
| م                                          | عداء                                       | مرتبة                                      |
| 84                                         | Jelena Erić (cyclist) ‏                     | 87                                         |

| فريق التشيك لركوب الدراجات للسيدات 2022‏ CZE | فريق التشيك لركوب الدراجات للسيدات 2022‏ CZE | فريق التشيك لركوب الدراجات للسيدات 2022‏ CZE |
| ------------------------------------------- | ------------------------------------------- | ------------------------------------------- |
| م                                           | عداء                                        | مرتبة                                       |
| 85                                          | Nikola Bajgerová ‏                           | 66                                          |
| 86                                          | Markéta Hájková ‏                            | 65                                          |
| 87                                          | Tereza Neumanová ‏                           | 14                                          |
| 88                                          | Nikola Nosková ‏                             | 79                                          |

| فريق إسرائيل لسباق الدراجات على الطريق للسيدات 2022‏ ISR | فريق إسرائيل لسباق الدراجات على الطريق للسيدات 2022‏ ISR | فريق إسرائيل لسباق الدراجات على الطريق للسيدات 2022‏ ISR |
| ------------------------------------------------------- | ------------------------------------------------------- | ------------------------------------------------------- |
| م                                                       | عداء                                                    | مرتبة                                                   |
| 89                                                      | Rotem Gafinovitz ‏                                       | 28                                                      |
| 90                                                      | Omer Shapira ‏                                           | 27                                                      |

| فريق لاتفيا لركوب الدراجات للسيدات 2022‏ LAT | فريق لاتفيا لركوب الدراجات للسيدات 2022‏ LAT | فريق لاتفيا لركوب الدراجات للسيدات 2022‏ LAT |
| ------------------------------------------- | ------------------------------------------- | ------------------------------------------- |
| م                                           | عداء                                        | مرتبة                                       |
| 91                                          | Anastasia Carbonari ‏                        | 13                                          |
| 92                                          | Dana Rožlapa ‏                               | لم يكمل السباق                              |

| فريق آيسلندا لسباق الدراجات على الطريق للسيدات 2022‏ ISL | فريق آيسلندا لسباق الدراجات على الطريق للسيدات 2022‏ ISL | فريق آيسلندا لسباق الدراجات على الطريق للسيدات 2022‏ ISL |
| ------------------------------------------------------- | ------------------------------------------------------- | ------------------------------------------------------- |
| م                                                       | عداء                                                    | مرتبة                                                   |
| 93                                                      | Hafdís Sigurðardóttir ‏                                  | لم يكمل السباق                                          |
| 94                                                      | Silja Jóhannesdóttir‏                                    | لم يكمل السباق                                          |

| فريق جمهورية أيرلندا لركوب الدراجات للسيدات 2022‏ IRL | فريق جمهورية أيرلندا لركوب الدراجات للسيدات 2022‏ IRL | فريق جمهورية أيرلندا لركوب الدراجات للسيدات 2022‏ IRL |
| ---------------------------------------------------- | ---------------------------------------------------- | ---------------------------------------------------- |
| م                                                    | عداء                                                 | مرتبة                                                |
| 95                                                   | أليس شارب                                            | 29                                                   |

| فريق البرتغال لركوب الدراجات للسيدات 2022‏ POR | فريق البرتغال لركوب الدراجات للسيدات 2022‏ POR | فريق البرتغال لركوب الدراجات للسيدات 2022‏ POR |
| --------------------------------------------- | --------------------------------------------- | --------------------------------------------- |
| م                                             | عداء                                          | مرتبة                                         |
| 96                                            | ماريا مارتينز                                 | 6                                             |

| فريق فنلندا لركوب الدراجات للسيدات 2022‏ FIN | فريق فنلندا لركوب الدراجات للسيدات 2022‏ FIN | فريق فنلندا لركوب الدراجات للسيدات 2022‏ FIN |
| ------------------------------------------- | ------------------------------------------- | ------------------------------------------- |
| م                                           | عداء                                        | مرتبة                                       |
| 97                                          | Antonia Gröndahl ‏                           | 57                                          |
| 98                                          | Laura Vainionpää ‏                           | 64                                          |

| فريق رومانيا لركوب الدراجات للسيدات 2022‏ ROM | فريق رومانيا لركوب الدراجات للسيدات 2022‏ ROM | فريق رومانيا لركوب الدراجات للسيدات 2022‏ ROM |
| -------------------------------------------- | -------------------------------------------- | -------------------------------------------- |
| م                                            | عداء                                         | مرتبة                                        |
| 99                                           | Manuela Mureșan‏                              | لم يكمل السباق                               |

| فريق هولندا لركوب الدراجات للسيدات 2022 ‏ NED | فريق هولندا لركوب الدراجات للسيدات 2022 ‏ NED | فريق هولندا لركوب الدراجات للسيدات 2022 ‏ NED |
| -------------------------------------------- | -------------------------------------------- | -------------------------------------------- |
| م                                            | عداء                                         | مرتبة                                        |
| 1                                            | ثاليتا دي جونج                               | 68                                           |
| 2                                            | Charlotte Kool ‏                              | 44                                           |
| 3                                            | Jeanne Korevaar ‏                             | 62                                           |
| 4                                            | أنوسكا كوستر                                 | 43                                           |
| 5                                            | فلورتجي ماكايج                               | 41                                           |
| 6                                            | ريجان ماركوس                                 | 50                                           |
| 7                                            | Ellen van Dijk                               | 42                                           |
| 8                                            | لورينا ويبيس                                 | 1                                            |

| فريق إيطاليا لركوب الدراجات للسيدات 2022‏ ITA | فريق إيطاليا لركوب الدراجات للسيدات 2022‏ ITA | فريق إيطاليا لركوب الدراجات للسيدات 2022‏ ITA |
| -------------------------------------------- | -------------------------------------------- | -------------------------------------------- |
| م                                            | عداء                                         | مرتبة                                        |
| 9                                            | إليسا بالسامو                                | 2                                            |
| 10                                           | Rachele Barbieri ‏                            | 3                                            |
| 11                                           | مارتا باستيانيلي                             | 83                                           |
| 12                                           | إيلينا سيتشيني                               | 60                                           |
| 13                                           | ماريا جوليا كونفالونيري                      | 45                                           |
| 14                                           | Arianna Fidanza ‏                             | 51                                           |
| 15                                           | باربرا جوارشي                                | 48                                           |
| 16                                           | Ilaria Sanguineti ‏                           | 32                                           |

| فريق سويسرا لركوب الدراجات للسيدات 2022 ‏ SUI | فريق سويسرا لركوب الدراجات للسيدات 2022 ‏ SUI | فريق سويسرا لركوب الدراجات للسيدات 2022 ‏ SUI |
| -------------------------------------------- | -------------------------------------------- | -------------------------------------------- |
| م                                            | عداء                                         | مرتبة                                        |
| 17                                           | كارولين باور                                 | 20                                           |
| 18                                           | Lea Fuchs ‏                                   | 46                                           |
| 19                                           | مارلين رويسر                                 | 17                                           |
| 20                                           | Michelle Stark‏                               | لم يكمل السباق                               |

| فريق بلجيكا لركوب الدراجات للسيدات 2022 ‏ BEL | فريق بلجيكا لركوب الدراجات للسيدات 2022 ‏ BEL | فريق بلجيكا لركوب الدراجات للسيدات 2022 ‏ BEL |
| -------------------------------------------- | -------------------------------------------- | -------------------------------------------- |
| م                                            | عداء                                         | مرتبة                                        |
| 21                                           | ساني كانت                                    | 24                                           |
| 22                                           | Kim de Baat ‏                                 | لم يكمل السباق                               |
| 23                                           | Valerie Demey ‏                               | 75                                           |
| 24                                           | Justine Ghekiere ‏                            | 34                                           |
| 25                                           | Lone Meertens ‏                               | 86                                           |
| 26                                           | Marthe Truyen ‏                               | 73                                           |
| 27                                           | Julie Van de Velde ‏                          | 85                                           |
| 28                                           | Jesse Vandenbulcke ‏                          | 69                                           |

| فريق ألمانيا لركوب الدراجات للسيدات 2022‏ GER | فريق ألمانيا لركوب الدراجات للسيدات 2022‏ GER | فريق ألمانيا لركوب الدراجات للسيدات 2022‏ GER |
| -------------------------------------------- | -------------------------------------------- | -------------------------------------------- |
| م                                            | عداء                                         | مرتبة                                        |
| 29                                           | فرانزيسكا بروس                               | 82                                           |
| 30                                           | ليزا برينور                                  | 4                                            |
| 31                                           | رومي كاسبر                                   | 38                                           |
| 32                                           | ليزا كلاين                                   | 81                                           |
| 33                                           | فرانشيسكا كوش ‏                               | 80                                           |
| 34                                           | ميكي كروجر                                   | 49                                           |
| 35                                           | ليان ليبرت                                   | 31                                           |
| 36                                           | Lea Lin Teutenberg ‏                          | 58                                           |

| فريق فرنسا لركوب الدراجات للسيدات 2022 ‏ FRA | فريق فرنسا لركوب الدراجات للسيدات 2022 ‏ FRA | فريق فرنسا لركوب الدراجات للسيدات 2022 ‏ FRA |
| ------------------------------------------- | ------------------------------------------- | ------------------------------------------- |
| م                                           | عداء                                        | مرتبة                                       |
| 37                                          | Victoire Berteau ‏                           | 56                                          |
| 38                                          | Audrey Cordon-Ragot                         | 55                                          |
| 39                                          | Coralie Demay ‏                              | 61                                          |
| 40                                          | أوجيني دوفال                                | 33                                          |
| 41                                          | فالنتاين فورتين                             | 84                                          |
| 42                                          | جولييت لابوس                                | 54                                          |
| 43                                          | غلاديس فيرهلست ‏                             | 9                                           |
| 44                                          | Margaux Vigié ‏                              | 37                                          |

| فريق بولندا لركوب الدراجات للسيدات 2022‏ POL | فريق بولندا لركوب الدراجات للسيدات 2022‏ POL | فريق بولندا لركوب الدراجات للسيدات 2022‏ POL |
| ------------------------------------------- | ------------------------------------------- | ------------------------------------------- |
| م                                           | عداء                                        | مرتبة                                       |
| 45                                          | Monika Brzeźna ‏                             | 70                                          |
| 46                                          | Marta Jaskulska ‏                            | 19                                          |
| 47                                          | Karolina Kumięga ‏                           | 22                                          |
| 48                                          | Marta Lach ‏                                 | 21                                          |
| 49                                          | Daria Pikulik ‏                              | 5                                           |
| 50                                          | Agnieszka Skalniak-Sójka ‏                   | 11                                          |

| فريق الدنمارك لركوب الدراجات للسيدات 2022 ‏ DEN | فريق الدنمارك لركوب الدراجات للسيدات 2022 ‏ DEN | فريق الدنمارك لركوب الدراجات للسيدات 2022 ‏ DEN |
| ---------------------------------------------- | ---------------------------------------------- | ---------------------------------------------- |
| م                                              | عداء                                           | مرتبة                                          |
| 51                                             | Emma Norsgaard                                 | 7                                              |
| 52                                             | Maja Winther Brandt ‏                           | لم يكمل السباق                                 |
| 53                                             | أمالي ديديريكسن                                | 36                                             |
| 54                                             | Trine Holmsgaard ‏                              | 71                                             |
| 55                                             | Marita Jensen ‏                                 | لم يكمل السباق                                 |
| 56                                             | Julie Norman Leth ‏                             | 39                                             |
| 57                                             | Mia Sofie Rützou ‏                              | لم يكمل السباق                                 |

| فريق إسبانيا لركوب الدراجات للسيدات 2022 ‏ ESP | فريق إسبانيا لركوب الدراجات للسيدات 2022 ‏ ESP | فريق إسبانيا لركوب الدراجات للسيدات 2022 ‏ ESP |
| --------------------------------------------- | --------------------------------------------- | --------------------------------------------- |
| م                                             | عداء                                          | مرتبة                                         |
| 58                                            | ساندرا ألونسو                                 | 15                                            |
| 59                                            | Mireia Benito ‏                                | 74                                            |
| 60                                            | Yurani Blanco ‏                                | لم يكمل السباق                                |
| 61                                            | شيلا جوتيريز                                  | 59                                            |
| 62                                            | Ziortza Isasi ‏                                | 77                                            |
| 63                                            | سارا مارتين                                   | 30                                            |
| 64                                            | Lourdes Oyarbide ‏                             | 25                                            |

| منتخب النمسا لركوب الدراجات للسيدات 2022‏ AUT | منتخب النمسا لركوب الدراجات للسيدات 2022‏ AUT | منتخب النمسا لركوب الدراجات للسيدات 2022‏ AUT |
| -------------------------------------------- | -------------------------------------------- | -------------------------------------------- |
| م                                            | عداء                                         | مرتبة                                        |
| 65                                           | Alina Reichert‏                               | لم يكمل السباق                               |
| 66                                           | Sarah Rijkes ‏                                | 47                                           |
| 67                                           | Carina Schrempf ‏                             | 26                                           |
| 68                                           | Christina Schweinberger ‏                     | 10                                           |
| 69                                           | Kathrin Schweinberger ‏                       | 78                                           |
| 70                                           | Gabriela Erharter‏                            | لم يكمل السباق                               |

| فريق النرويج لركوب الدراجات للسيدات 2022 ‏ NOR | فريق النرويج لركوب الدراجات للسيدات 2022 ‏ NOR | فريق النرويج لركوب الدراجات للسيدات 2022 ‏ NOR |
| --------------------------------------------- | --------------------------------------------- | --------------------------------------------- |
| م                                             | عداء                                          | مرتبة                                         |
| 71                                            | سوزان أندرسن                                  | 35                                            |
| 72                                            | Stine Borgli ‏                                 | 72                                            |
| 73                                            | مالين إريكسن ‏                                 | 63                                            |
| 74                                            | Ingvild Gåskjenn ‏                             | 53                                            |

| فريق سلوفينيا لركوب الدراجات للسيدات 2022‏ SLO | فريق سلوفينيا لركوب الدراجات للسيدات 2022‏ SLO | فريق سلوفينيا لركوب الدراجات للسيدات 2022‏ SLO |
| --------------------------------------------- | --------------------------------------------- | --------------------------------------------- |
| م                                             | عداء                                          | مرتبة                                         |
| 75                                            | يوجينة بوجاك                                  | 18                                            |
| 76                                            | Špela Kern ‏                                   | 23                                            |
| 77                                            | Urška Žigart ‏                                 | 76                                            |

| فريق السويد لركوب الدراجات للسيدات 2022‏ SWE | فريق السويد لركوب الدراجات للسيدات 2022‏ SWE | فريق السويد لركوب الدراجات للسيدات 2022‏ SWE |
| ------------------------------------------- | ------------------------------------------- | ------------------------------------------- |
| م                                           | عداء                                        | مرتبة                                       |
| 78                                          | Nathalie Eklund (cyclist) ‏                  | 67                                          |
| 79                                          | إميليا فهلين                                | 8                                           |
| 80                                          | حنا نيلسون                                  | 52                                          |

| فريق ليتوانيا لركوب الدراجات للسيدات 2022‏ LTU | فريق ليتوانيا لركوب الدراجات للسيدات 2022‏ LTU | فريق ليتوانيا لركوب الدراجات للسيدات 2022‏ LTU |
| --------------------------------------------- | --------------------------------------------- | --------------------------------------------- |
| م                                             | عداء                                          | مرتبة                                         |
| 81                                            | راسا ليليفيتو                                 | 12                                            |
| 82                                            | Inga Češulienė ‏                               | 40                                            |

| فريق لوكسمبورغ لركوب الدراجات للسيدات 2022‏ LUX | فريق لوكسمبورغ لركوب الدراجات للسيدات 2022‏ LUX | فريق لوكسمبورغ لركوب الدراجات للسيدات 2022‏ LUX |
| ---------------------------------------------- | ---------------------------------------------- | ---------------------------------------------- |
| م                                              | عداء                                           | مرتبة                                          |
| 83                                             | كريستين ماجروس                                 | 16                                             |

| فريق صربيا لركوب الدراجات للسيدات 2022‏ SRB | فريق صربيا لركوب الدراجات للسيدات 2022‏ SRB | فريق صربيا لركوب الدراجات للسيدات 2022‏ SRB |
| ------------------------------------------ | ------------------------------------------ | ------------------------------------------ |
| م                                          | عداء                                       | مرتبة                                      |
| 84                                         | Jelena Erić (cyclist) ‏                     | 87                                         |

| فريق التشيك لركوب الدراجات للسيدات 2022‏ CZE | فريق التشيك لركوب الدراجات للسيدات 2022‏ CZE | فريق التشيك لركوب الدراجات للسيدات 2022‏ CZE |
| ------------------------------------------- | ------------------------------------------- | ------------------------------------------- |
| م                                           | عداء                                        | مرتبة                                       |
| 85                                          | Nikola Bajgerová ‏                           | 66                                          |
| 86                                          | Markéta Hájková ‏                            | 65                                          |
| 87                                          | Tereza Neumanová ‏                           | 14                                          |
| 88                                          | Nikola Nosková ‏                             | 79                                          |

| فريق إسرائيل لسباق الدراجات على الطريق للسيدات 2022‏ ISR | فريق إسرائيل لسباق الدراجات على الطريق للسيدات 2022‏ ISR | فريق إسرائيل لسباق الدراجات على الطريق للسيدات 2022‏ ISR |
| ------------------------------------------------------- | ------------------------------------------------------- | ------------------------------------------------------- |
| م                                                       | عداء                                                    | مرتبة                                                   |
| 89                                                      | Rotem Gafinovitz ‏                                       | 28                                                      |
| 90                                                      | Omer Shapira ‏                                           | 27                                                      |

| فريق لاتفيا لركوب الدراجات للسيدات 2022‏ LAT | فريق لاتفيا لركوب الدراجات للسيدات 2022‏ LAT | فريق لاتفيا لركوب الدراجات للسيدات 2022‏ LAT |
| ------------------------------------------- | ------------------------------------------- | ------------------------------------------- |
| م                                           | عداء                                        | مرتبة                                       |
| 91                                          | Anastasia Carbonari ‏                        | 13                                          |
| 92                                          | Dana Rožlapa ‏                               | لم يكمل السباق                              |

| فريق آيسلندا لسباق الدراجات على الطريق للسيدات 2022‏ ISL | فريق آيسلندا لسباق الدراجات على الطريق للسيدات 2022‏ ISL | فريق آيسلندا لسباق الدراجات على الطريق للسيدات 2022‏ ISL |
| ------------------------------------------------------- | ------------------------------------------------------- | ------------------------------------------------------- |
| م                                                       | عداء                                                    | مرتبة                                                   |
| 93                                                      | Hafdís Sigurðardóttir ‏                                  | لم يكمل السباق                                          |
| 94                                                      | Silja Jóhannesdóttir‏                                    | لم يكمل السباق                                          |

| فريق جمهورية أيرلندا لركوب الدراجات للسيدات 2022‏ IRL | فريق جمهورية أيرلندا لركوب الدراجات للسيدات 2022‏ IRL | فريق جمهورية أيرلندا لركوب الدراجات للسيدات 2022‏ IRL |
| ---------------------------------------------------- | ---------------------------------------------------- | ---------------------------------------------------- |
| م                                                    | عداء                                                 | مرتبة                                                |
| 95                                                   | أليس شارب                                            | 29                                                   |

| فريق البرتغال لركوب الدراجات للسيدات 2022‏ POR | فريق البرتغال لركوب الدراجات للسيدات 2022‏ POR | فريق البرتغال لركوب الدراجات للسيدات 2022‏ POR |
| --------------------------------------------- | --------------------------------------------- | --------------------------------------------- |
| م                                             | عداء                                          | مرتبة                                         |
| 96                                            | ماريا مارتينز                                 | 6                                             |

| فريق فنلندا لركوب الدراجات للسيدات 2022‏ FIN | فريق فنلندا لركوب الدراجات للسيدات 2022‏ FIN | فريق فنلندا لركوب الدراجات للسيدات 2022‏ FIN |
| ------------------------------------------- | ------------------------------------------- | ------------------------------------------- |
| م                                           | عداء                                        | مرتبة                                       |
| 97                                          | Antonia Gröndahl ‏                           | 57                                          |
| 98                                          | Laura Vainionpää ‏                           | 64                                          |

| فريق رومانيا لركوب الدراجات للسيدات 2022‏ ROM | فريق رومانيا لركوب الدراجات للسيدات 2022‏ ROM | فريق رومانيا لركوب الدراجات للسيدات 2022‏ ROM |
| -------------------------------------------- | -------------------------------------------- | -------------------------------------------- |
| م                                            | عداء                                         | مرتبة                                        |
| 99                                           | Manuela Mureșan‏                              | لم يكمل السباق                               |

## التصنيف العام النهائي
| التصنيف العام         | التصنيف العام            | التصنيف العام                              | التصنيف العام | التصنيف العام |
| المتسابقة             | المتسابقة                | الفريق                                     | الوقت         |               |
| --------------------- | ------------------------ | ------------------------------------------ | ------------- | ------------- |
| 1                     | لورينا ويبيس             | فريق هولندا لركوب الدراجات للسيدات 2022 ‏   | 2 س 59 د 20 ث |               |
| 2                     | إليسا بالسامو            | فريق إيطاليا لركوب الدراجات للسيدات 2022 ‏  | + 0 ث         |               |
| 3                     | Rachele Barbieri ‏        | فريق إيطاليا لركوب الدراجات للسيدات 2022 ‏  | + 0 ث         |               |
| 4                     | ليزا برينور              | فريق ألمانيا لركوب الدراجات للسيدات 2022 ‏  | + 0 ث         |               |
| 5                     | Daria Pikulik ‏           | فريق بولندا لركوب الدراجات للسيدات 2022 ‏   | + 0 ث         |               |
| 6                     | ماريا مارتينز            | فريق البرتغال لركوب الدراجات للسيدات 2022 ‏ | + 0 ث         |               |
| 7                     | Emma Norsgaard           | فريق الدنمارك لركوب الدراجات للسيدات 2022 ‏ | + 0 ث         |               |
| 8                     | إميليا فهلين             | فريق السويد لركوب الدراجات للسيدات 2022 ‏   | + 0 ث         |               |
| 9                     | غلاديس فيرهلست ‏          | فريق فرنسا لركوب الدراجات للسيدات 2022 ‏    | + 0 ث         |               |
| 10                    | Christina Schweinberger ‏ | منتخب النمسا لركوب الدراجات للسيدات 2022 ‏  | + 0 ث         |               |
|                       |                          |                                            |               |               |
| مصدر: ProCyclingStats |                          |                                            |               |               |

## وصلات خارجية
- لمحة عن سباق سباق الطريق لنخبة السيدات في بطولة أوروبا للدراجات 2022 على موقع  ProCyclingStats   (برو  سايكلنج  ستاتس) - إحصاءات  محترفي  الدراجات.
- سباق الطريق لنخبة السيدات في بطولة أوروبا للدراجات 2022 على موقع إحصائيات الدراجات الإحترافية (الإنجليزية)